# 黄力平
黄力平（1972年1月—），中国湖北省武汉市人，中国退役男子体操运动员，现任李宁体操学校总教练、国际级体操裁判员。
黄力平1978年开始接受业余体操训练，1985年进入湖北队，次年入选中国国家体操队。1993年获得全运会体操团体、个人全能、单杠和双杠冠军，后又多次获得世界体操锦标赛团体和单项冠军。1996年作为中国体操队一员获得1996年夏季奥林匹克运动会男子体操团体银牌。
退役后于1996年考试通过，成为中国最年轻的国际级体操裁判，1998年出任国家体操队教练，同年被派往李宁体操学校任总教练。于2008年的奥运会开幕式上代表裁判员宣誓。